# Пластуновское сельское поселение
Пластуновское сельское поселение — муниципальное образование в Динском районе Краснодарского края России.
В рамках административно-территориального устройства Краснодарского края ему соответствует Пластуновский сельский округ.
Административный центр и единственный населённый пункт — станица Пластуновская.
Площадь поселения — 143,82 км².

## Население
| 2010    | 2012    | 2013    | 2014    | 2015    | 2016    | 2017    |
| ------- | ------- | ------- | ------- | ------- | ------- | ------- |
| 10 264  | ↗10 431 | ↗10 683 | ↗10 896 | ↗11 248 | ↗11 544 | ↗11 886 |
| 2018    | 2019    | 2020    | 2021    | 2023    |         |         |
| ↗12 069 | ↗12 219 | ↗12 297 | ↘11 070 | ↘10 906 |         |         |